# ديونيسيوس الأول
ديونيسيوس الأول التلمحري (بالسريانية : ܕܝܘܢܢܘܣܝܘܣ ܬܠܡܚܪܝܐ)، كان بطريرك أنطاكية ورئيس الكنيسة السريانية الأرثوذكسية من عام 818 حتى وفاته عام 845.

## سيرة شخصية
ولد ديونيسيوس في تل محر، بالقرب من مدينة الرقة، لعائلة ثرية من الرُّها ، وأصبح راهبًا في دير قنشر، حيث درس فقه اللغة والفلسفة واللاهوت المسيحي. كما درس في دير مار يعقوب في قيشوم. وفي سنة 818، انتخب ديونيسيوس بطريركاً على أنطاكية بالإجماع من قبل مجمع من ثمانية وأربعين أسقفاً، وبعد رسامته أصدر مرسوماً وعقد ثلاثة مجالس في الرقة في نفس العام، وأصدر فيها اثني عشر قانوناً. قام ديونيسيوس بترميم دير قنشر عام 822 بعد أن تضرر بسبب حريق سببه المنشقون.
في عام 826، زار ديونيسيوس مصر بصحبة القائد العباسي العسكري عبد الله بن طاهر الخراساني. وعقد فيما بعد مجمعًا في دير أوسفوليس عام 828، وعاد إلى مصر عام 832 برفقة الخليفة العبَّاسي عبد الله المأمون.  وفي أثناء وجوده في مصر، التقى ديونيسيوس مع البابا يعقوب الإسكندرية، رئيس الكنيسة القبطية الأرثوذكسية، وزميل الكنيسة الميافيزية، والعديد من الأساقفة الأقباط الأرثوذكس خارج مدينة تانيس. وعقد مجلسًا آخر في مدينة تكريت العراقيَّة عام 834، والتقى بالخليفة المأمون في بغداد، وكذلك خليفته الخليفة المعتصم، تم رسم ما مجموعه مائة أسقف على يد ديونيسيوس خلال فترة ولايته وشغل منصب البطريرك حتى وفاته في 22 أغسطس 845.

## يعمل
بناءً على طلب يوحنا، أسقف دارا، قام ديونيسيوس بتأليف الحوليات، وهي مجلدين عن تاريخ الكنيسة والأحداث العلمانية من تتويج الإمبراطور الروماني موريس عام 582 إلى وفاة الإمبراطور الروماني ثيوفيلوس عام 843، تم تخصيص مجلد واحد لتاريخ الكنيسة بينما خصص الآخر للتاريخ العلماني، وكل مجلد مقسم إلى ثمانية كتب. تم تأليف العمل باستخدام الاستشهادات من أعمال ثيوفيلوس الرها، وهو عالم من القرن الثامن. تم الاستشهاد بالحوليات على نطاق واسع من قبل الأسقف السرياني ميخائيل الأول، بطريرك أنطاكية للسريان الأرثوذكس (حكم من 1166 إلى 1199)، والمؤلف المجهول لتاريخ 1234. تم أيضًا استخدام حسابات ديونيسيوس لاحقًا في التاريخ الكنسي لابن العبري، مفريان الشرق (حكم من 1266 إلى 1286).
تم نسب تاريخ زقنين خطأً إلى ديونيسيوس بواسطة يوسف السمعاني، ولكن تم تجاهل ذلك منذ ذلك الحين.